# Peter Kassovitz
Peter Kassovitz (* 17. November 1938 in Budapest) ist ein französischer Filmregisseur, Drehbuchautor und Filmschauspieler ungarischer Herkunft.

## Kurzbiografie
Peter Kassovitz wurde als Sohn jüdischer Eltern in Budapest geboren. Mit 5 Jahren, 1943, musste er mit ansehen, wie seine Eltern von den deutschen Besatzern deportiert wurden. Beschützt von einer katholischen Familie überlebte Kassovitz den Holocaust und sah überraschend seine Eltern wieder, die das Konzentrationslager überlebt hatten.
1956 floh Kassovitz infolge des Ungarischen Volksaufstands nach Paris, wo er heute noch lebt. Er nahm die französische Staatsbürgerschaft an und begann 1964 mit seiner Karriere als Regisseur.
Für die Regie zu der Reportage Cascadeure – Stürze, Sprünge, Prügeleien erhielt Kassovitz 1969 den Adolf-Grimme-Preis mit Silber.
Kassovitz’ bekanntestes Werk ist das 1999 produzierte Filmdrama zum Holocaust Jakob der Lügner, wiewohl im Allgemeinen seine Filme in Frankreich bekannter sind als im deutschsprachigen Raum. Für seine Arbeit wurde er am Internationalen Filmfestival von Valladolid für die Goldene Ähre nominiert.
Sein Sohn ist der als Schauspieler und als Regisseur tätige Mathieu Kassovitz.

## Filmografie (Auswahl)
- 1962: Die Geschichte der Nana S.
- 1985: Das weiße Geheimnis (L’énigme blanche)
- 1989: Coplan: Engel und Schlange (L’ange et le serpent)
- 1990: Stirn und Stern (Stirn et Stern)
- 1999: Jakob der Lügner (Jakob the Liar)
- 2007: Le sang noir